# Marina Goschkijewa
Marina Goshkieva (in anderer Transkription Marina Goschkijewa russisch Марина Гошкиева; * 1982 in Leningrad) ist eine in Deutschland lebende russische Pianistin. 

## Leben
Goshkieva studierte am Sankt Petersburger Konservatorium in den Klassen von Eleonora Grudinova und Tatiana Zagorovskaya. Von 2004 bis 2009 studierte sie an der Hochschule für Musik „Franz Liszt“ Weimar bei Arne Torger und Rolf-Dieter Arens. Nach fünf Jahren Studium machte sie ihren zweiten Abschluss mit Auszeichnung.
Von 2009 bis 2014 studierte sie an der Hochschule für Musik und Darstellende Kunst Stuttgart in der Klasse von Kirill Gerstein und hat einen weiteren Master und Konzertexamen mit Auszeichnung abgeschlossen.
Als Solistin, mit Orchester oder als Kammermusikerin tritt Marina Goshkieva in Europa auf, so in Sankt Petersburger Philharmonie und Capella, Frankfurt am Main (Kaisersaal), Weimar (Weimarhalle), Jena (Jenaer Philharmonie), Valencia (Palau de la Música), Valladolid (Centro Cultural) und weiteren.
Sie ist Stipendiatin des Maria Pawlowna Stipendiums, der Gartow Stiftung, der Graduiertenförderung der Hochschule für Musik Franz Liszt Weimar, der Carin-Riesen-Stiftung. Im April 2009 wurde sie mit dem Kulturpreis des Lions Club »Würzburg de Leone« ausgezeichnet.

## Preise und Auszeichnungen
- 2000:  1. Preis beim internationalen Chopin Jugendklavierwettbewerb, in Narva, Estland
- 2002:	1. Preis in der Kammermusikwertung beim internationalen M. Judina Klavierwettbewerb in Sankt Petersburg
- 2003:	1. Preis in der Solowertung beim Wettbewerb der Gartow-Stiftung des Konservatoriums in Sankt Petersburg
- 2006:	2. Preis beim 13. Wettbewerb um den Lions-Förderpreis im Fach Klavier, Kassel
- 2008:	2. Preis beim internationalen Klavierwettbewerb in Faro, Portugal
- 2008: 2. Preis beim internationalen Klavierwettbewerb in Vila de Capdepera, Spanien
- 2009:	Kulturpreis vom Lions Club Würzburg de Leone in Würzburg[1]
- 2011:	1. Preis beim internationalen Klavierwettbewerb Frechilla-Zuloaga Piano Award in Valladolid, Spanien[2][3]
- 2011:	3. Preis beim internationalen Jose Roca Klavierwettbewerb in Valencia, Spanien[4]